# معركة بوروفو سيلو
معركة بوروفو سيلو أو كما تعرف في كرواتيا مجزرة بوروفو سيلو (بالكرواتية: Pokolj u Borovom Selu) أو حادثة بوروفو سيلو (بالسيريلية الصربية: Инцидент у Боровом Селу) حدثت في 2 مايو 1991 وكانت من أولى الاشتباكات المسلحة والتي عرفت فيما بعد باسم حرب الاستقلال الكرواتية.